# Marranos en guerra
Marranos en guerra (título original en inglés: Hogs of War) es un videojuego de tácticas por turnos desarrollado por Infogrames Sheffield House y publicado por Infogrames, que salió a la venta para PlayStation en 2000 para Europa el 6 de junio y Norteamérica el 29 de septiembre, y posteriormente para Microsoft Windows en Europa el 3 de noviembre de 2000. El juego se desarrolla en una época de la Primera Guerra Mundial donde los cerdos antropomórficos participan en el combate. El juego se desarrolla por turnos, con gráficos en 3D, vehículos, un modo para un jugador basado en su carrera y el trabajo de voz en off (tanto para la narración como para los personajes) del comediante británico Rik Mayall en la versión original.
La melodía del juego es The Liberty Bell, de John Philip Sousa. El diseño del juego se discute en el libro The Game Maker's Apprentice, del que es coautor el programador principal del juego y cuyo prólogo fue escrito por uno de los diseñadores del juego.